# 제시 마시
제시 앨런 마시(영어: Jesse Alan Marsch, 영어 발음: /ˈd͡ʒɛsi ˈælən mɑːrʃ/, 1973년 11월 8일~)는 미국의 축구 선수 출신 지도자이다. 선수 시절 미드필더로 활동했으며 현재 캐나다 축구 국가대표팀의 감독을 맡고 있다. 대한민국에서는 제시 마치로도 알려져 있다.
1996년 메이저 리그 사커의 D.C. 유나이티드에서 프로 선수 경력을 시작해 14시즌 동안 MLS의 D.C. 유나이티드, 시카고 파이어 FC, CD 치바스 USA에서 활동하며 MLS컵 3회 우승, US 오픈컵 4회 우승을 달성했고 2001년 미국 축구 국가대표팀에 데뷔해 미국 대표팀에서 2경기 출전했다.
2010년 선수 경력을 마감한 후 미국 축구 국가대표팀의 감독 밥 브래들리를 보좌하는 수석 코치로 임명되며 축구 지도자 경력을 시작했고 미국 대표팀은 2010년 FIFA 월드컵에서 16강에 진출했다. 2012년 메이저 리그 사커에 진출한 몬트리올 임팩트의 감독에 부임하며 축구 감독 경력을 시작했고 당해 11월 몬트리올을 떠나 2014년부터 2015년까지 모교의 축구단 프린스턴 타이거스에서 수석 코치로 활동했다. 2015년 뉴욕 레드불스의 감독으로 임명되었고 레드불스에서 2018년 MLS 서포터스 실드 우승을 달성했고 MLS 올해의 감독에 선정되었다. 그는 레드불스에서 총 76경기에 승리하며 2024년 4월 기준으로 레드불스 구단 역사상 가장 많은 승리를 획득한 감독 기록을 가지고 있다.
마시는 2018년 7월 레드불스를 떠나 RB 라이프치히의 감독 랄프 랑니크를 보좌하는 수석 코치로 임명되며 유럽 축구 무대에 진출했다. 1시즌 이후 마르코 로제의 후임으로 오스트리아 분데스리가의 FC 레드불 잘츠부르크의 감독에 임명되었고 잘츠부르크의 2019-20시즌과 2020-21시즌 오스트리아 분데스리가와 오스트리아 컵 연속 우승, 구단 역사상 처음으로 UEFA 챔피언스리그 조별리그 연속 진출에 기여했다. 이후 2021-22시즌 율리안 나겔스만의 후임으로 라이프치히의 감독으로 임명되었고 2021년 12월 라이프치히를 떠나 2022년 2월 리즈 유나이티드 FC의 감독으로 임명되었다. 2023년 2월 리즈 유나이티드에서 경질되었고 이듬해인 2024년 5월 14일에 캐나다 축구 국가대표팀의 감독으로 선임되어 2024년 코파 아메리카에서 캐나다 대표팀의 대회 4등에 기여했다.

## 통계

### 국가대표팀
| # | 날짜            | 장소           | 홈 팀             | 최종 결과 | 원정팀         | 대회                    | 득점 | 비고 |
| - | --------------- | -------------- | ----------------- | --------- | -------------- | ----------------------- | ---- | ---- |
| 1 | 2001년 1월 11일 | 포트오브스페인 | 트리니다드 토바고 | 0 - 0     | 미국           | 2002년 FIFA 월드컵 예선 | -    | 82′  |
| 2 | 2007년 6월 2일  | 산호세         | 미국              | 4 - 1     | 중화인민공화국 | 친선 경기               | -    | 80′  |